# Coupe du monde d'escrime 2006-2007
Navigation
Édition précédente Édition suivante
La Coupe du monde d'escrime 2006-2007 est la 36e édition de la coupe du monde d'escrime, compétition d'escrime organisée annuellement par la Fédération internationale d'escrime.

## Calendrier

### Messieurs
| Légende | Abrégé | Catégorie            |
|         | ChM    | Championnat du monde |
|         | ChZ    | Championnat de zone  |
|         | GP     | Grand Prix           |
|         | CoM    | Coupe du monde       |
|         | Sat.   | Tournoi satellite    |

#### Circuit principal
| Date       | Nom et lieu du tournoi                                  | Cat. | Arme    | Type | Vainqueur            | Finaliste            | Troisièmes                                 |
| ---------- | ------------------------------------------------------- | ---- | ------- | ---- | -------------------- | -------------------- | ------------------------------------------ |
| 12/01/2007 | Grand Prix, Kish                                        | GP   | Sabre   | Ind. | Aliaksandr Buikevich | Volodymyr Lukashenko | Zsolt Nemcsik Adam Skrodzki                |
| 12/01/2007 | Grand Prix, Kish                                        | GP   | Sabre   | Éq.  | Italie               | Roumanie             | Biélorussie                                |
| 12/01/2007 | Coupe du monde, Kish                                    | CoM  | Épée    | Ind. | Mathieu Denis        | Bas Verwijlen        | Benoît Janvier Vitaliy Zakharov            |
| 13/01/2007 | Coupe de Copenhague, Copenhague                         | CoM  | Fleuret | Ind. | Erwann Le Péchoux    | Jérémy Cadot         | Benjamin Kleibrink Guillaume Pitta         |
| 19/01/2007 | Grand Prix du Qatar, Doha                               | GP   | Épée    | Ind. | Jérôme Jeannet       | Diego Confalonieri   | Érik Boisse Matteo Tagliariol              |
| 19/01/2007 | Grand Prix du Qatar, Doha                               | GP   | Épée    | Éq.  | Ukraine              | Espagne              | Hongrie                                    |
| 20/01/2007 | Coupe du monde, Istanbul                                | CoM  | Sabre   | Ind. | Nicolas Limbach      | Jaime Martí          | Sebastian Flegler Ivan Lee                 |
| 26/01/2007 | Grand Prix Cheikh Fahed Al-Ahmed Al-Soubah, Koweït City | GP   | Épée    | Ind. | Tomasz Motyka        | Igor Tourchine       | Silvio Fernández Alfredo Rota              |
| 26/01/2007 | Grand Prix Cheikh Fahed Al-Ahmed Al-Soubah, Koweït City | GP   | Épée    | Éq.  | Hongrie              | Ukraine              | France                                     |
| 26/01/2007 | Challenge international de Paris, Paris                 | GP   | Fleuret | Ind. | Benjamin Kleibrink   | Yūki Ōta             | Nicolas Beaudan Sławomir Mocek             |
| 26/01/2007 | Challenge international de Paris, Paris                 | GP   | Fleuret | Éq.  | Chine                | Pologne              | Japon                                      |
| 02/02/2007 | Coupe Akropolis, Athènes                                | GP   | Sabre   | Ind. | Mihai Covaliu        | Aleksey Yakimenko    | Zsolt Nemcsik Julien Pillet                |
| 02/02/2007 | Coupe Akropolis, Athènes                                | GP   | Sabre   | Éq.  | Hongrie              | Ukraine              | Chine                                      |
| 02/02/2007 | Trophée Carroccio, Legnano                              | CoM  | Épée    | Ind. | Géza Imre            | Matteo Tagliariol    | Adrien Bodet Bas Verwijlen                 |
| 03/02/2007 | Coupe du monde, La Corogne                              | CoM  | Fleuret | Ind. | Peter Joppich        | Radosław Glonek      | Andrea Cassarà Salvatore Sanzo             |
| 10/02/2007 | Coupe du monde, Lisbonne                                | CoM  | Épée    | Ind. | Michael Kauter       | Norman Ackermann     | Vitaliy Medvedev Martin Schmitt            |
| 10/02/2007 | Coupe Gerevich-Kovacs-Karpati, Budapest                 | CoM  | Sabre   | Ind. | Rareș Dumitrescu     | Wang Jingzhi         | Nicolas Limbach Zsolt Nemcsik              |
| 16/02/2007 | Sabre de Moscou, Moscou                                 | CoM  | Sabre   | Ind. | Aleksey Frossine     | Dmitri Lapkes        | Aliaksandr Buikevich Boris Sanson          |
| 17/02/2007 | Glaive de Tallinn, Tallinn                              | CoM  | Épée    | Ind. | Ulrich Robeiri       | Jérôme Jeannet       | Érik Boisse Jörg Fiedler                   |
| 02/03/2007 | Glaive d'Asparoukh, Sofia                               | GP   | Sabre   | Ind. | Boris Sanson         | Stanislav Pozdniakov | Kim Jung-hwan Jason Rogers                 |
| 02/03/2007 | Glaive d'Asparoukh, Sofia                               | GP   | Sabre   | Éq.  | Biélorussie          | Allemagne            | Russie                                     |
| 03/03/2007 | Grand prix de Berne, Berne                              | CoM  | Épée    | Ind. | Silvio Fernández     | Marcel Fischer       | András Redli Matteo Tagliariol             |
| 03/03/2007 | Lion de Bonn, Bonn                                      | CoM  | Fleuret | Ind. | Lei Sheng            | Sławomir Mocek       | Andrea Baldini Salvatore Sanzo             |
| 09/03/2007 | Challenge Bernadotte, Stockholm                         | GP   | Épée    | Ind. | Igor Tourchine       | Érik Boisse          | Géza Imre Matteo Tagliariol                |
| 09/03/2007 | Challenge Bernadotte, Stockholm                         | GP   | Épée    | Éq.  | France               | Pologne              | Russie                                     |
| 09/03/2007 | Fleuret de SaintPétersbourg, Saint-Pétersbourg          | GP   | Fleuret | Ind. | Lei Sheng            | Andrea Cassarà       | Benjamin Kleibrink Simone Vanni            |
| 09/03/2007 | Fleuret de SaintPétersbourg, Saint-Pétersbourg          | GP   | Fleuret | Éq.  | Japon                | Italie               | Allemagne                                  |
| 16/03/2007 | Coupe du monde, Tunis                                   | CoM  | Sabre   | Ind. | Aleksey Yakimenko    | Vincent Anstett      | Julien Pillet Veniamin Reshetnikov         |
| 17/03/2007 | Coupe du monde, Espinho                                 | CoM  | Fleuret | Ind. | Javier Menéndez      | Terence Joubert      | Andrea Baldini Marc Pichon                 |
| 23/03/2007 | Coupe d'Heidenheim, Heidenheim an der Brenz             | CoM  | Épée    | Ind. | Jonathan Willis      | Ulrich Robeiri       | François Jan Alfredo Rota                  |
| 23/03/2007 | Coupe du monde, Venise                                  | CoM  | Fleuret | Ind. | Erwann Le Péchoux    | Andrey Deev          | Tobia Biondo Lei Sheng                     |
| 23/03/2007 | Coupe du monde, Alger                                   | CoM  | Sabre   | Ind. | Julien Pillet        | Timothy Morehouse    | Mateusez Gorski Adam Skrodzki              |
| 04/05/2007 | Coupe du monde, Bangkok                                 | CoM  | Sabre   | Ind. | Dmitri Lapkes        | Zsolt Nemcsik        | Aleksey Yakimenko Zhong Man                |
| 05/05/2007 | Trophée SK, Séoul                                       | CoM  | Fleuret | Ind. | Andrea Baldini       | Yūki Ōta             | Salvatore Sanzo Zhu Jun                    |
| 11/05/2007 | Challenge Monal, Paris                                  | GP   | Épée    | Ind. | Gábor Boczkó         | José Luis Abajo      | Bas Verwijlen Joaquim Videira              |
| 11/05/2007 | Challenge Monal, Paris                                  | GP   | Épée    | Éq.  | France               | Hongrie              | Russie                                     |
| 11/05/2007 | Grand Prix, Shanghai                                    | GP   | Fleuret | Ind. | Andrea Cassarà       | Peter Joppich        | Stefano Barrera Benjamin Kleibrink         |
| 11/05/2007 | Grand Prix, Shanghai                                    | GP   | Fleuret | Éq.  | France               | Allemagne            | Italie                                     |
| 19/05/2007 | Coupe du Prince Takamado, Tokyo                         | CoM  | Fleuret | Ind. | Aleksey Cheremisinov | Sébastien Coutant    | Tomer Or Marcel Marcilloux                 |
| 19/05/2007 | Sabre de Wołodyjowski, Varsovie                         | CoM  | Sabre   | Ind. | Kim Jung-hwan        | Nicolas Limbach      | Mihai Covaliu Hwang Byung-yul              |
| 25/05/2007 | Grand Prix, Le Caire                                    | GP   | Fleuret | Ind. | Erwann Le Péchoux    | Andrea Cassarà       | Andrea Baldini Tomer Or                    |
| 25/05/2007 | Grand Prix, Le Caire                                    | GP   | Fleuret | Éq.  | Japon                | Russie               | Chine                                      |
| 25/05/2007 | Grand Prix, Madrid                                      | GP   | Sabre   | Ind. | Aleksey Yakimenko    | Vincent Anstett      | Nicolas Lopez Aldo Montano                 |
| 25/05/2007 | Grand Prix, Madrid                                      | GP   | Sabre   | Éq.  | France               | Ukraine              | Allemagne                                  |
| 26/05/2007 | Challenge Australia, Sydney                             | CoM  | Épée    | Ind. | Joaquim Videira      | Shunsuke Saka        | Weston Kelsey Cody Mattern                 |
| 31/05/2007 | Épée internationale, Montréal                           | CoM  | Fleuret | Ind. | Lei Sheng            | Yūki Ōta             | Peter Joppich Zhu Jun                      |
| 01/06/2007 | Épée internationale, Montréal                           | GP   | Épée    | Ind. | Gábor Boczkó         | José Luis Abajo      | Fabrice Jeannet Rubén Limardo              |
| 01/06/2007 | Épée internationale, Montréal                           | GP   | Épée    | Éq.  | Italie               | États-Unis           | Espagne                                    |
| 01/06/2007 | Trophée Luxardo, Padoue                                 | GP   | Sabre   | Ind. | Mihai Covaliu        | Stanislav Pozdniakov | Dmitri Lapkes Aldo Montano                 |
| 01/06/2007 | Trophée Luxardo, Padoue                                 | GP   | Sabre   | Éq.  | Russie               | Biélorussie          | Roumanie                                   |
| 08/06/2007 | Coupe de Porto Rico, Caguas                             | CoM  | Épée    | Ind. | Ulrich Robeiri       | Benjamin Steffen     | Thomas Linteau Matteo Tagliariol           |
| 10/06/2007 | Grand Prix, La Havane                                   | GP   | Fleuret | Ind. | Salvatore Sanzo      | Andrea Baldini       | Brice Guyart Erwann Le Péchoux             |
| 10/06/2007 | Grand Prix, La Havane                                   | GP   | Fleuret | Éq.  | Allemagne            | Italie               | France                                     |
| 15/06/2007 | Coupe du monde, Bogota                                  | CoM  | Épée    | Ind. | Gábor Boczkó         | Francesco Martinelli | Alfredo Rota Joaquim Videira               |
| 15/06/2007 | Coupe du monde, Margarita                               | CoM  | Fleuret | Ind. | Erwann Le Péchoux    | Simone Vanni         | Jérémy Cadot Salvatore Sanzo               |
| 15/06/2007 | Coupe du monde, Margarita                               | CoM  | Sabre   | Ind. | Nicolas Limbach      | Mihai Covaliu        | Rareș Dumitrescu Zsolt Nemcsik             |
| 23/06/2007 | Jockey Club Argentino, Buenos Aires                     | CoM  | Épée    | Ind. | Jiří Beran           | Li Guojie            | Loïs Hainard Francesco Martinelli          |
| 23/06/2007 | Coupe du monde, Las Vegas                               | CoM  | Sabre   | Ind. | Wang Jingzhi         | Aldo Montano         | Diego Occhiuzzi Jorge Pina                 |
| 02/07/2007 | Championnats d'Europe, Gand                             | ChZ  | Épée    | Ind. | Jérôme Jeannet       | Matteo Tagliariol    | Fabian Kauter Anton Avdeev                 |
| 02/07/2007 | Championnats d'Europe, Gand                             | ChZ  | Épée    | Éq.  | Hongrie              | Pologne              | France                                     |
| 02/07/2007 | Championnats d'Europe, Gand                             | ChZ  | Fleuret | Ind. | Andrea Baldini       | Benjamin Kleibrink   | Erwann Le Péchoux Salvatore Sanzo          |
| 02/07/2007 | Championnats d'Europe, Gand                             | ChZ  | Fleuret | Éq.  | Allemagne            | Russie               | Italie                                     |
| 02/07/2007 | Championnats d'Europe, Gand                             | ChZ  | Sabre   | Ind. | Jorge Pina           | Aleksey Yakimenko    | Stanislav Pozdniakov Mihai Covaliu         |
| 02/07/2007 | Championnats d'Europe, Gand                             | ChZ  | Sabre   | Éq.  | Russie               | Biélorussie          | France                                     |
| 12/07/2007 | Jeux africains, Alger                                   | ChZ  | Épée    | Ind. | Zeyad El-Ashery      | Ahmed Nabil          | Mohamed Ayoub Ferjani Jarrid New           |
| 12/07/2007 | Jeux africains, Alger                                   | ChZ  | Épée    | Éq.  | Tunisie              | Afrique du Sud       | Algérie                                    |
| 12/07/2007 | Jeux africains, Alger                                   | ChZ  | Fleuret | Ind. | Mohamed Samandi      | Mostafa Nagaty       | Mohamed Ayoub Ferjani Alaa El Din El Sayed |
| 12/07/2007 | Jeux africains, Alger                                   | ChZ  | Fleuret | Éq.  | Tunisie              | Égypte               | Afrique du Sud                             |
| 12/07/2007 | Jeux africains, Alger                                   | ChZ  | Sabre   | Ind. | Mohamed Rebaï        | Mamadou Keïta        | Mahmoud Samir Shadi Talaat                 |
| 12/07/2007 | Jeux africains, Alger                                   | ChZ  | Sabre   | Éq.  | Égypte               | Tunisie              | Sénégal                                    |
| 22/08/2007 | Championnats d'Asie, Nantong                            | ChZ  | Épée    | Ind. | Ju Hyun-seong        | Sergey Khodos        | Shogo Nishida Wang Lei                     |
| 22/08/2007 | Championnats d'Asie, Nantong                            | ChZ  | Épée    | Éq.  | Chine                | Kazakhstan           | Corée du Sud                               |
| 22/08/2007 | Championnats d'Asie, Nantong                            | ChZ  | Fleuret | Ind. | Yūki Ōta             | Huang Liangcai       | Yusuke Fukuda Zhang Liangliang             |
| 22/08/2007 | Championnats d'Asie, Nantong                            | ChZ  | Fleuret | Éq.  | Chine                | Japon                | Corée du Sud                               |
| 22/08/2007 | Championnats d'Asie, Nantong                            | ChZ  | Sabre   | Ind. | Wang Jingzhi         | Zhong Man            | Kim Jung-hwan Zhou Hanming                 |
| 22/08/2007 | Championnats d'Asie, Nantong                            | ChZ  | Sabre   | Éq.  | Chine                | Corée du Sud         | Japon                                      |
| 27/08/2007 | Championnats panaméricains, Montréal                    | ChZ  | Épée    | Ind. | Silvio Fernández     | Weston Kelsey        | Cody Mattern Paris Inostroza               |
| 27/08/2007 | Championnats panaméricains, Montréal                    | ChZ  | Épée    | Éq.  | Canada               | Venezuela            | États-Unis                                 |
| 27/08/2007 | Championnats panaméricains, Montréal                    | ChZ  | Fleuret | Ind. | Gerek Meinhardt      | Joshua McGuire       | Jonathan Tiomkin Nicholas Teisseire        |
| 27/08/2007 | Championnats panaméricains, Montréal                    | ChZ  | Fleuret | Éq.  | Canada               | États-Unis           | Brésil                                     |
| 27/08/2007 | Championnats panaméricains, Montréal                    | ChZ  | Sabre   | Ind. | Keeth Smart          | Timothy Morehouse    | Carlos Bravo Jason Rogers                  |
| 27/08/2007 | Championnats panaméricains, Montréal                    | ChZ  | Sabre   | Éq.  | États-Unis           | Canada               | Venezuela                                  |
| 30/09/2009 | Championnats du monde, Paris                            | ChM  | Épée    | Ind. | Krisztián Kulcsár    | Erik Boisse          | Jérôme Jeannet Diego Confalonieri          |
| 30/09/2009 | Championnats du monde, Paris                            | ChM  | Épée    | Éq.  | France               | Italie               | Hongrie                                    |
| 30/09/2009 | Championnats du monde, Paris                            | ChM  | Fleuret | Ind. | Peter Joppich        | Andrea Baldini       | Benjamin Kleibrink Lei Sheng               |
| 30/09/2009 | Championnats du monde, Paris                            | ChM  | Fleuret | Éq.  | France               | Allemagne            | Corée du Sud                               |
| 30/09/2009 | Championnats du monde, Paris                            | ChM  | Sabre   | Ind. | Stanislav Pozdniakov | Aldo Montano         | Oh Eun-Seok Nicolas Limbach                |
| 30/09/2009 | Championnats du monde, Paris                            | ChM  | Sabre   | Éq.  | Hongrie              | France               | Italie                                     |

### Dames
| Légende | Abrégé | Catégorie            |
|         | ChM    | Championnat du monde |
|         | ChZ    | Championnat de zone  |
|         | GP     | Grand Prix           |
|         | CoM    | Coupe du monde       |
|         | Sat.   | Tournoi satellite    |

#### Circuit principal
| Date       | Nom et lieu du tournoi                                       | Cat. | Arme    | Type | Vainqueur             | Finaliste             | Troisièmes                              |
| ---------- | ------------------------------------------------------------ | ---- | ------- | ---- | --------------------- | --------------------- | --------------------------------------- |
| 19/01/2007 | Coupe Westend, Budapest                                      | GP   | Épée    | Ind. | Laura Flessel-Colovic | Emese Szász           | Adrienn Hormay Li Na                    |
| 19/01/2007 | Coupe Westend, Budapest                                      | GP   | Épée    | Éq.  | Chine                 | France                | Allemagne                               |
| 27/01/2007 | Prague d'Or, Prague                                          | CoM  | Épée    | Ind. | Li Na                 | Ana Maria Brânză      | Anca Bacioiu Anna Buboleva              |
| 03/02/2007 | Coupe d'Angleterre, Londres                                  | CoM  | Sabre   | Ind. | Mariel Zagunis        | Rebecca Ward          | Cécile Argiolas Edina Csaba             |
| 09/02/2007 | Tournoi international, Rome                                  | GP   | Épée    | Ind. | Olha Partala          | Emese Szász           | Cristina Cascioli Hajnalka Kiraly-Picot |
| 09/02/2007 | Tournoi international, Rome                                  | GP   | Épée    | Éq.  | Chine                 | France                | Ukraine                                 |
| 09/02/2007 | Trophée BNP Paribas, Orléans                                 | CoM  | Sabre   | Ind. | Rebecca Ward          | Sada Jacobson         | Louise Bond-Williams Solenne Mary       |
| 16/02/2007 | Ville de Barcelone, Barcelone                                | GP   | Épée    | Ind. | Timea Nagy            | Zhang Li              | Ana Maria Brânză Katalin Izsó           |
| 16/02/2007 | Ville de Barcelone, Barcelone                                | GP   | Épée    | Éq.  | Roumanie              | Russie                | Hongrie                                 |
| 16/02/2007 | Sabre de Moscou, Moscou                                      | CoM  | Fleuret | Ind. | Tan Xue               | Elena Netchaeva       | Edina Csaba Gioia Marzocca              |
| 17/02/2007 | Coupe du monde, Salzbourg                                    | CoM  | Fleuret | Ind. | Carolin Golubytskyi   | Elisa Di Francisca    | Svetlana Boïko Viola Haenlein           |
| 23/02/2007 | Grand Prix, Budapest                                         | GP   | Sabre   | Ind. | Tan Xue               | Ekaterina Fedorkina   | Bogna Jozwiak Gioia Marzocca            |
| 23/02/2007 | Grand Prix, Budapest                                         | GP   | Sabre   | Éq.  | Ukraine               | États-Unis            | Russie                                  |
| 24/02/2007 | Challenge international de Saint-Maur, Saint-Maur-des-Fossés | CoM  | Épée    | Ind. | Laura Flessel-Colovic | Hajnalka Kiraly-Picot | Audrey Descouts Isabelle Pegliasco      |
| 24/02/2007 | Coupe du monde, Leipzig                                      | CoM  | Fleuret | Ind. | Edina Knapek          | Emily Cross           | Christina Cerny Jeon Hee-sook           |
| 02/03/2007 | Coupe de la Cour d'Artus, Gdańsk                             | CoM  | Fleuret | Ind. | Valentina Vezzali     | Katarzyna Kryczało    | Carolina Erba Anna Rybicka              |
| 03/03/2007 | Coupe Würth, Tauberbischofsheim                              | CoM  | Épée    | Ind. | Emese Szász           | Sherraine Schalm      | Vanessa Galantine Marzia Muroni         |
| 09/03/2007 | Fleuret de Saint-Pétersbourg, Saint-Pétersbourg              | GP   | Fleuret | Ind. | Aida Mohamed          | Nam Hyun-hee          | Anja Müller Ilaria Salvatori            |
| 09/03/2007 | Fleuret de Saint-Pétersbourg, Saint-Pétersbourg              | GP   | Fleuret | Éq.  | Italie                | Roumanie              | Japon                                   |
| 10/03/2007 | Épée de Saint-Pétersbourg, Saint-Pétersbourg                 | CoM  | Fleuret | Ind. | Britta Heidemann      | Laura Flessel-Colovic | Anna Sivkova Evgenia Stroganova         |
| 16/03/2007 | Tournoi international, Foggia                                | GP   | Sabre   | Ind. | Tan Xue               | Elena Netchaeva       | Mariel Zagunis Zhao Yuanyuan            |
| 16/03/2007 | Tournoi international, Foggia                                | GP   | Sabre   | Éq.  | Chine                 | Russie                | Pologne                                 |
| 17/03/2007 | Coupe du monde, Florina                                      | CoM  | Épée    | Ind. | Ana Maria Brânză      | Zhang Li              | Claudia Bokel Li Na                     |
| 17/03/2007 | Coupe Eximbank, Budapest                                     | CoM  | Fleuret | Ind. | Cristina Stahl        | Aida Mohamed          | Evgenia Lamonova Ianna Rouzavina        |
| 23/03/2007 | Challenge Jeanty, Marseille                                  | GP   | Fleuret | Ind. | Giovanna Trillini     | Nam Hyun-hee          | Cristina Stahl Serena Teo               |
| 23/03/2007 | Challenge Jeanty, Marseille                                  | GP   | Fleuret | Éq.  | Italie                | Russie                | Hongrie                                 |
| 23/03/2007 | Coupe du monde, Alger                                        | CoM  | Sabre   | Ind. | Mariel Zagunis        | Bogna Jozwiak         | Małgorzata Kozaczuk Aleksandra Socha    |
| 24/03/2007 | Coupe du monde en souvenir de J. Nowara, Luxembourg          | CoM  | Épée    | Ind. | Laura Flessel-Colovic | Evgenia Stroganova    | Claudia Bokel Zhong Weiping             |
| 04/05/2007 | Trophée SK, Séoul                                            | GP   | Fleuret | Ind. | Margherita Granbassi  | Jeon Hee-sook         | Ilaria Salvatori Cristina Stahl         |
| 04/05/2007 | Trophée SK, Séoul                                            | GP   | Fleuret | Éq.  | Pologne               | Hongrie               | Italie                                  |
| 05/05/2007 | Coupe du monde, Klagenfurt                                   | CoM  | Sabre   | Ind. | Rebecca Ward          | Carole Vergne         | Sada Jacobson Anne-Lise Touya           |
| 12/05/2007 | Coupe du monde, Shanghai                                     | CoM  | Fleuret | Ind. | Aida Mohamed          | Delila Hatuel         | Margherita Granbassi Jung Gil-ok        |
| 12/05/2007 | Challenge Yves Brasseur, Gand                                | CoM  | Fleuret | Ind. | Anne-Lise Touya       | Stefanie Kubissa      | Edina Csaba Aleksandra Socha            |
| 18/05/2007 | Tournoi international, Nankin                                | GP   | Épée    | Ind. | Tatiana Logounova     | Bianca Del Carretto   | Li Na Lyubov Shutova                    |
| 18/05/2007 | Tournoi international, Nankin                                | GP   | Épée    | Éq.  | Pologne               | Hongrie               | Roumanie                                |
| 18/05/2007 | Coupe du Prince Takamado, Tokyo                              | GP   | Fleuret | Ind. | Nam Hyun-hee          | Ilaria Salvatori      | Lee Hye-sun Virginie Ujlaky             |
| 18/05/2007 | Coupe du Prince Takamado, Tokyo                              | GP   | Fleuret | Éq.  | Italie                | Hongrie               | Russie                                  |
| 19/05/2007 | Coupe du monde, Coblence                                     | CoM  | Sabre   | Ind. | Orsolya Nagy          | Anna Limbach          | Stefanie Kubissa Andreea Pelei          |
| 25/05/2007 | Grand Prix, Hanoï                                            | GP   | Sabre   | Ind. | Tan Xue               | Rebecca Ward          | Sada Jacobson Mariel Zagunis            |
| 25/05/2007 | Grand Prix, Hanoï                                            | GP   | Sabre   | Éq.  | France                | Ukraine               | États-Unis                              |
| 25/05/2007 | Coupe du monde, Le Caire                                     | CoM  | Fleuret | Ind. | Carolin Golubytskyi   | Delila Hatuel         | Yulia Rachidova Cristina Stahl          |
| 26/05/2007 | Challenge Australia, Sydney                                  | CoM  | Épée    | Ind. | Emese Szász           | Imke Duplitzer        | Li Na Monika Sozanska                   |
| 01/06/2007 | Épée internationale, Montréal                                | GP   | Épée    | Ind. | Hajnalka Kiraly-Picot | Claudia Bokel         | Adrienn Hormay Ildikó Mincza-Nébald     |
| 01/06/2007 | Épée internationale, Montréal                                | GP   | Épée    | Éq.  | Chine                 | France                | Italie                                  |
| 01/06/2007 | Grand Prix, Tianjin                                          | GP   | Sabre   | Ind. | Tan Xue               | Chow Tsz Ki           | Alexandra Bujdoso Ekaterina Fedorkina   |
| 01/06/2007 | Grand Prix, Tianjin                                          | GP   | Sabre   | Éq.  | Chine                 | Russie                | États-Unis                              |
| 01/06/2007 | Jockey Club Argentino, Buenos Aires                          | CoM  | Fleuret | Ind. | Carolin Golubytskyi   | Emily Cross           | Marianna González Anja Müller           |
| 08/06/2007 | Coupe du monde, La Havane                                    | CoM  | Épée    | Ind. | Nathalie Moellhausen  | Bianca Del Carretto   | Ana Maria Brânză Loredana Iordachioiu   |
| 13/06/2007 | Tournoi Nancy Uranga, La Havane                              | GP   | Fleuret | Ind. | Aida Mohamed          | Valentina Vezzali     | Carolin Golubytskyi Ilaria Salvatori    |
| 13/06/2007 | Tournoi Nancy Uranga, La Havane                              | GP   | Fleuret | Éq.  | Russie                | Chine                 | Italie                                  |
| 16/06/2007 | Coupe du monde, La Havane                                    | CoM  | Fleuret | Ind. | Mariel Zagunis        | Gioia Marzocca        | Ilaria Bianco Sada Jacobson             |
| 22/06/2007 | Grand Prix, Las Vegas                                        | GP   | Sabre   | Ind. | Rebecca Ward          | Tan Xue               | Kim Keum-hwa Gioia Marzocca             |
| 22/06/2007 | Grand Prix, Las Vegas                                        | GP   | Sabre   | Éq.  | États-Unis            | Russie                | France                                  |
| 22/06/2007 | Coupe du monde, Las Vegas                                    | CoM  | Fleuret | Ind. | Ilaria Salvatori      | Nam Hyun-hee          | Margherita Granbassi Giovanna Trillini  |
| 02/07/2007 | Championnats d'Europe, Gand                                  | ChZ  | Épée    | Ind. | Laura Flessel-Colovic | Emma Samuelsson       | Britta Heidemann Irina Embrich          |
| 02/07/2007 | Championnats d'Europe, Gand                                  | ChZ  | Épée    | Éq.  | Italie                | Hongrie               | France                                  |
| 02/07/2007 | Championnats d'Europe, Gand                                  | ChZ  | Fleuret | Ind. | Evgenia Lamonova      | Valentina Vezzali     | Margherita Granbassi Olha A. Leleyko    |
| 02/07/2007 | Championnats d'Europe, Gand                                  | ChZ  | Fleuret | Éq.  | Hongrie               | Russie                | Italie                                  |
| 02/07/2007 | Championnats d'Europe, Gand                                  | ChZ  | Sabre   | Ind. | Ekaterina Fedorkina   | Sofia Velikaïa        | Orsolya Nagy Olena Khomrova             |
| 02/07/2007 | Championnats d'Europe, Gand                                  | ChZ  | Sabre   | Éq.  | France                | Ukraine               | Russie                                  |
| 12/07/2007 | Jeux africains, Alger                                        | ChZ  | Épée    | Ind. | Aya El-Sayed          | Imène Ben Chaabane    | Rachel Barlow Sarra Besbes              |
| 12/07/2007 | Jeux africains, Alger                                        | ChZ  | Épée    | Éq.  | Tunisie               | Égypte                | Afrique du Sud                          |
| 12/07/2007 | Jeux africains, Alger                                        | ChZ  | Fleuret | Ind. | Inès Boubakri         | Sarra Besbes          | Eman El Gammal Shaimaa El Gammal        |
| 12/07/2007 | Jeux africains, Alger                                        | ChZ  | Fleuret | Éq.  | Tunisie               | Égypte                | Algérie                                 |
| 12/07/2007 | Jeux africains, Alger                                        | ChZ  | Sabre   | Ind. | Hela Besbes           | Azza Besbes           | Nafi Touré Sara Yahia                   |
| 12/07/2007 | Jeux africains, Alger                                        | ChZ  | Sabre   | Éq.  | Tunisie               | Sénégal               | Égypte                                  |
| 27/08/2007 | Championnats panaméricains, Montréal                         | ChZ  | Épée    | Ind. | Catherine Dunnette    | Kelley Hurley         | Courtney Hurley Sherraine Schalm        |
| 27/08/2007 | Championnats panaméricains, Montréal                         | ChZ  | Épée    | Éq.  | Canada                | États-Unis            | Venezuela                               |
| 27/08/2007 | Championnats panaméricains, Montréal                         | ChZ  | Fleuret | Ind. | Hanna Thompson        | Erinn Smart           | Emily Cross Luan Jujie                  |
| 27/08/2007 | Championnats panaméricains, Montréal                         | ChZ  | Fleuret | Éq.  | États-Unis            | Venezuela             | Canada                                  |
| 27/08/2007 | Championnats panaméricains, Montréal                         | ChZ  | Sabre   | Ind. | Rebecca Ward          | Sada Jacobson         | Sandra Sassine Mariel Zagunis           |
| 27/08/2007 | Championnats panaméricains, Montréal                         | ChZ  | Sabre   | Éq.  | États-Unis            | Canada                | Venezuela                               |
| 22/08/2007 | Championnats d'Asie, Nantong                                 | ChZ  | Épée    | Ind. | Li Na                 | Amber Parkinson       | Luo Xiaojuan Zhang Li                   |
| 22/08/2007 | Championnats d'Asie, Nantong                                 | ChZ  | Épée    | Éq.  | Chine                 | Corée du Sud          | Japon                                   |
| 22/08/2007 | Championnats d'Asie, Nantong                                 | ChZ  | Fleuret | Ind. | Zhang Lei             | Su Wanwen             | Jung Gil-ok Chieko Sugawara             |
| 22/08/2007 | Championnats d'Asie, Nantong                                 | ChZ  | Fleuret | Éq.  | Chine                 | Corée du Sud          | Japon                                   |
| 22/08/2007 | Championnats d'Asie, Nantong                                 | ChZ  | Sabre   | Ind. | Tan Xue               | Bao Yingying          | Kim Keum-hwa Seira Nakayama             |
| 22/08/2007 | Championnats d'Asie, Nantong                                 | ChZ  | Sabre   | Éq.  | Chine                 | Corée du Sud          | Japon                                   |
| 28/09/2007 | Championnats du monde, Paris                                 | ChM  | Épée    | Ind. | Britta Heidemann      | Li Na                 | Irina Embrich Maureen Nisima            |
| 28/09/2007 | Championnats du monde, Paris                                 | ChM  | Épée    | Éq.  | France                | Russie                | Allemagne                               |
| 28/09/2007 | Championnats du monde, Paris                                 | ChM  | Fleuret | Ind. | Valentina Vezzali     | Margherita Granbassi  | Giovanna Trillini Aida Mohamed          |
| 28/09/2007 | Championnats du monde, Paris                                 | ChM  | Fleuret | Éq.  | Pologne               | Russie                | Japon                                   |
| 28/09/2007 | Championnats du monde, Paris                                 | ChM  | Sabre   | Ind. | Elena Netchaeva       | Tan Xue               | Gioia Marzocca Bogna Jozwiak            |
| 28/09/2007 | Championnats du monde, Paris                                 | ChM  | Sabre   | Éq.  | France                | Ukraine               | Russie                                  |

## Classements généraux

### Épée
| Rang | Nom                | Points |
| ---- | ------------------ | ------ |
| 1    | Érik Boisse        | 266    |
| 2    | Gábor Boczkó       | 238    |
| 3    | Matteo Tagliariol  | 236    |
| 4    | Jérôme Jeannet     | 230    |
| 5    | Silvio Fernández   | 224    |
| 6    | Géza Imre          | 172    |
| 7    | Diego Confalonieri | 168    |
| 8    | Ulrich Robeiri     | 164    |
| 9    | Weston Kelsey      | 162    |
| 10   | Igor Tourchine     | 160    |

| Rang | Nom     | Points |
| ---- | ------- | ------ |
| 1    | France  | 368    |
| 2    | Hongrie | 330    |
| 3    | Italie  | 292    |
| 4    | Ukraine | 260    |
| 5    | Pologne | 252    |

| Rang | Nom                   | Points |
| ---- | --------------------- | ------ |
| 1    | Li Na                 | 310    |
| 2    | Laura Flessel-Colovic | 262    |
| 3    | Emese Szász           | 238    |
| 4    | Britta Heidemann      | 236    |
| 5    | Hajnalka Kiraly       | 196    |
| 6    | Zhang Li              | 166    |
| 7    | Tatiana Logounova     | 164    |
| 8    | Ana Maria Brânză      | 162    |
| 9    | Zhong Weiping         | 154    |
| 10   | Claudia Bokel         | 150    |

| Rang | Nom     | Points |
| ---- | ------- | ------ |
| 1    | France  | 360    |
| 2    | Chine   | 344    |
| 3    | Russie  | 270    |
| 4    | Hongrie | 259    |
| 5    | Italie  | 246    |

### Fleuret
| Rang | Nom                | Points |
| ---- | ------------------ | ------ |
| 1    | Andrea Baldini     | 334    |
| 2    | Benjamin Kleibrink | 318    |
| 3    | Erwann Le Péchoux  | 310    |
| 4    | Peter Joppich      | 288    |
| 5    | Andrea Cassarà     | 270    |
| 6    | Lei Sheng          | 266    |
| 7    | Yūki Ōta           | 264    |
| 8    | Salvatore Sanzo    | 262    |
| 9    | Simone Vanni       | 196    |
| 10   | Sławomir Mocek     | 160    |

| Rang | Nom       | Points |
| ---- | --------- | ------ |
| 1    | Allemagne | 349    |
| 2    | France    | 328    |
| 3    | Chine     | 302    |
| 4    | Japon     | 298    |
| 5    | Italie    | 284    |

| Rang | Nom                  | Points |
| ---- | -------------------- | ------ |
| 1    | Valentina Vezzali    | 292    |
| 2    | Nam Hyun-hee         | 282    |
| 3    | Aida Mohamed         | 276    |
| 4    | Margherita Granbassi | 270    |
| 5    | Ilaria Salvatori     | 258    |
| 6    | Cristina Stahl       | 216    |
| 7    | Giovanna Trillini    | 206    |
| 8    | Carolin Golubytskyi  | 200    |
| 9    | Evgenia Lamonova     | 192    |
| 10   | Emily Cross          | 176    |

| Rang | Nom     | Points |
| ---- | ------- | ------ |
| 1    | Russie  | 344    |
| 2    | Italie  | 336    |
| 3    | Pologne | 322    |
| 4    | Hongrie | 310    |
| 5    | Chine   | 258    |

### Sabre
| Rang | Nom                  | Points |
| ---- | -------------------- | ------ |
| 1    | Aleksey Yakimenko    | 288    |
| 2    | Mihai Covaliu        | 284    |
| 3    | Stanislav Pozdniakov | 276    |
| 4    | Aldo Montano         | 244    |
| 5    | Nicolas Limbach      | 208    |
| 6    | Wang Jingzhi         | 202    |
| 7    | Zsolt Nemcsik        | 202    |
| 8    | Boris Sanson         | 186    |
| 9    | Dmitri Lapkes        | 182    |
| 10   | Jorge Pina           | 180    |

| Rang | Nom         | Points |
| ---- | ----------- | ------ |
| 1    | Hongrie     | 276    |
| 2    | France      | 272    |
| 3    | Biélorussie | 268    |
| 4    | Russie      | 253    |
| 5    | Italie      | 248    |

| Rang | Nom                 | Points |
| ---- | ------------------- | ------ |
| 1    | Tan Xue             | 482    |
| 2    | Rebecca Ward        | 310    |
| 3    | Mariel Zagunis      | 286    |
| 4    | Elena Netchaeva     | 262    |
| 5    | Gioia Marzocca      | 258    |
| 6    | Sada Jacobson       | 244    |
| 7    | Sofia Velikaïa      | 216    |
| 8    | Ekaterina Fedorkina | 212    |
| 9    | Bogna Jozwiak       | 198    |
| 10   | Aleksandra Socha    | 156    |

| Rang | Nom        | Points |
| ---- | ---------- | ------ |
| 1    | France     | 362    |
| 2    | Ukraine    | 334    |
| 3    | États-Unis | 316    |
| 4    | Russie     | 316    |
| 5    | Chine      | 314    |

## Statistiques
Tableaux des médailles masculin et féminin global des épreuves de coupe du monde, hors tournois satellites et continentaux. 
| Rang  | Nation      | Or | Argent | Bronze | Total |
| ----- | ----------- | -- | ------ | ------ | ----- |
| 1     | France      | 16 | 10     | 19     | 45    |
| 2     | Hongrie     | 8  | 2      | 8      | 18    |
| 3     | Russie      | 7  | 6      | 5      | 18    |
| 4     | Allemagne   | 6  | 6      | 12     | 24    |
| 5     | Italie      | 5  | 13     | 25     | 43    |
| 6     | Chine       | 5  | 2      | 7      | 14    |
| 7     | Biélorussie | 3  | 2      | 4      | 9     |
| 8     | Roumanie    | 3  | 2      | 3      | 8     |
| 9     | Japon       | 2  | 4      | 1      | 7     |
| 10    | Pologne     | 1  | 4      | 4      | 9     |
| Total | Total       | 64 | 64     | 110    | 238   |

| Rang  | Nation     | Or | Argent | Bronze | Total |
| ----- | ---------- | -- | ------ | ------ | ----- |
| 1     | Chine      | 11 | 6      | 6      | 23    |
| 2     | Italie     | 9  | 7      | 19     | 35    |
| 3     | Hongrie    | 8  | 6      | 11     | 25    |
| 4     | France     | 8  | 6      | 10     | 24    |
| 5     | États-Unis | 7  | 6      | 7      | 20    |
| 6     | Allemagne  | 5  | 4      | 11     | 20    |
| 7     | Russie     | 3  | 11     | 12     | 26    |
| 8     | Roumanie   | 3  | 2      | 9      | 14    |
| 9     | Pologne    | 3  | 2      | 7      | 12    |
| 10    | Ukraine    | 2  | 2      | 1      | 5     |
| Total | Total      | 60 | 60     | 102    | 222   |